# Resolución 397 del Consejo de Seguridad de las Naciones Unidas
La resolución 397 del Consejo de Seguridad de las Naciones Unidas, adoptada el 22 de noviembre de 1976, después de examinar la solicitud de la República Popular de Angola (actualmente la República de Angola) para la membresía en las Naciones Unidas, el Consejo recomendó a la Asamblea General que la República Popular de Angola fuese admitida.
La resolución fue aprobada con 13 votos a favor y ninguno en contra; Estados Unidos se abstuvo y China no participó en la votación.